# Glee: The Music, Volume 4
Glee: The Music, Volume 4 è un album di colonna sonora pubblicato dal cast della serie TV musicale statunitense Glee.
Il disco, uscito nel novembre 2010, contiene cover tratte dagli episodi che costituiscono la prima metà della seconda stagione.

## Tracce
Accanto ai titoli sono riportati gli interpreti originali.
1. Jay-Z feat. Alicia Keys – Empire State of Mind – 4:39
2. Travie McCoy feat. Bruno Mars – Billionaire – 3:32
3. Britney Spears feat. Madonna – Me Against the Music – 3:46
4. Britney Spears – Stronger – 3:25
5. Britney Spears – Toxic – 3:26
6. Paramore – The Only Exception – 4:28
7. The Beatles, qui nella versione di T.V. Carpio nel film Across the Universe – I Want to Hold Your Hand – 2:38
8. Joan Osborne – One of Us – 4:02
9. Ike & Tina Turner – River Deep - Mountain High – 3:34
10. Jason Mraz & Colbie Caillat – Lucky – 3:09
11. Bob Marley & The Wailers – One Love (People Get Ready) – 2:36
12. Katy Perry – Teenage Dream – 3:41
13. Cee Lo Green col titolo Fuck You! – Forget You (feat. Gwyneth Paltrow) – 3:42
14. Bruno Mars – Marry You – 3:46
15. Pablo Beltrán Ruiz col titolo Quién será – Sway – 3:09
16. Bruno Mars – Just the Way You Are – 3:37
17. The Zutons, qui nella versione di Mark Ronson feat. Amy Winehouse – Valerie – 3:35
18. Bill Medley & Jennifer Warnes – (I've Had) The Time of My Life – 5:09

## Formazione
- Dianna Agron
- Kala Balch
- Ravaughn Brown
- Chris Colfer
- Kamari Copeland
- Darren Criss
- Missi Hale
- Jon Hall
- Samantha Jade
- Storm Lee
- David Loucks
- Jane Lynch
- Kevin McHale
- Lea Michele
- Cory Monteith
- Heather Morris
- Matthew Morrison
- Jeanette Olsson
- Chord Overstreet
- Zac Poor
- Amber Riley
- Naya Rivera
- Mark Salling
- Drew Ryan Scott
- Onitsha Shaw
- Jenna Ushkowitz
- Windy Wagner